# Црква Светог Архангела Михаила у Приликама
Црква Светог Архангела Михаила у Приликама, насељеном месту на територији општине Ивањица, припада Епархији жичкој Српске православне цркве.
Црква посвећена Светом архангелу Михаилу, за коју се време настајања узима 15. или 16. век и по својој архитектонској концепцији, врло је стара грађевина. Над наосом цркве је кубе, које се ослања на четири лука. Конструисано је помоћу пандантифа. У основи је једнобродна грађевина са олтарском апсидом у облику полукруга и са наосом. Кубе има деветострани тамбур и четворострано видљиво постоље. Спољне зидове опасује венац слепих аркада, елемената који су карактеристични за нашу сакралну архитектуру средњег века. На свакој страни тамбура налази се по један прозор.
Сва је вероватноћа да је црква као средњовековна грађевина, порушена за време турске окупације. У времену после обнове Пећке патријаршије, вероватно је и ова нова подигнута на темељима старијег храма. Обнављана је 1860. године. Није познато да је живописана јер унутрашњи зидови нису истражени. У њој се чува прелепа икона, Богородица са Христом, из 1814. године, која се налази на иконостасу.